# Rohrbach Ro V
Die Rohrbach Ro V „Rocco“, auch als Rohrbach-Rocco bezeichnet, war ein von Kurt Tank konstruiertes, hochseefähiges, zweimotoriges Schulterdecker-Flugboot des deutschen Herstellers Rohrbach Metallflugzeugbau.

## Geschichte
Das einzige gebaute Flugboot mit der Werknummer 26 wurde als geheimer Marineauftrag und geplanter Nachfolger der Dornier „Wal“ (Do J) bei der Rohrbach Metallflugzeugbau in Auftrag gegeben. Das Flugboot wurde im Jahr 1927 fertiggestellt und an die Severa GmbH (Tarnbezeichnung für die Seeflugzeug-Versuchsabteilung) geliefert, die darauf Seeflugzeugführer ausbildete. Das Flugboot wurde in der deutschen Luftfahrzeugrolle mit dem Erkennungszeichen D-1261 eingetragen.
Ab Ende März 1928 fanden bei der Seeflugzeug-Erprobungsstelle (SES) des Reichsverbands der Deutschen Luftfahrt-Industrie (RDL) in Warnemünde Seeerprobungs- und Vergleichsflüge mit der Rohrbach-Rocco sowie einer Dornier R 2 Ras „Superwal“ (D-1115) und einer Dornier R 4 Nas „Superwal“ (D-1337) statt. Die Rocco wurde dabei an der Höhenflosse beschädigt, konnte aber schnell repariert werden. Ende April 1928 flogen die Do R 2 und die Rocco zu einer Pressebesichtigung auf dem Berliner Wannsee.
In der Zeit vom 21. Mai bis 16. Juni 1928 wurden von der „Severa“ insgesamt 47 Flüge auf der Strecke Travemünde – Kopenhagen – Göteborg – Oslo mit insgesamt 11.595 km durchgeführt.
Im Februar 1929 ging die Rocco an die Deutsche Luft-Hansa, die damit Versuchsflüge unternahm.
Im Mai 1929 ging die Rocco an die Seeflugzeug-Erprobungsstelle (SES) in Travemünde über. Im Januar 1932 wurde die Zulassung (D-1261) zurückgezogen.

## Konstruktion

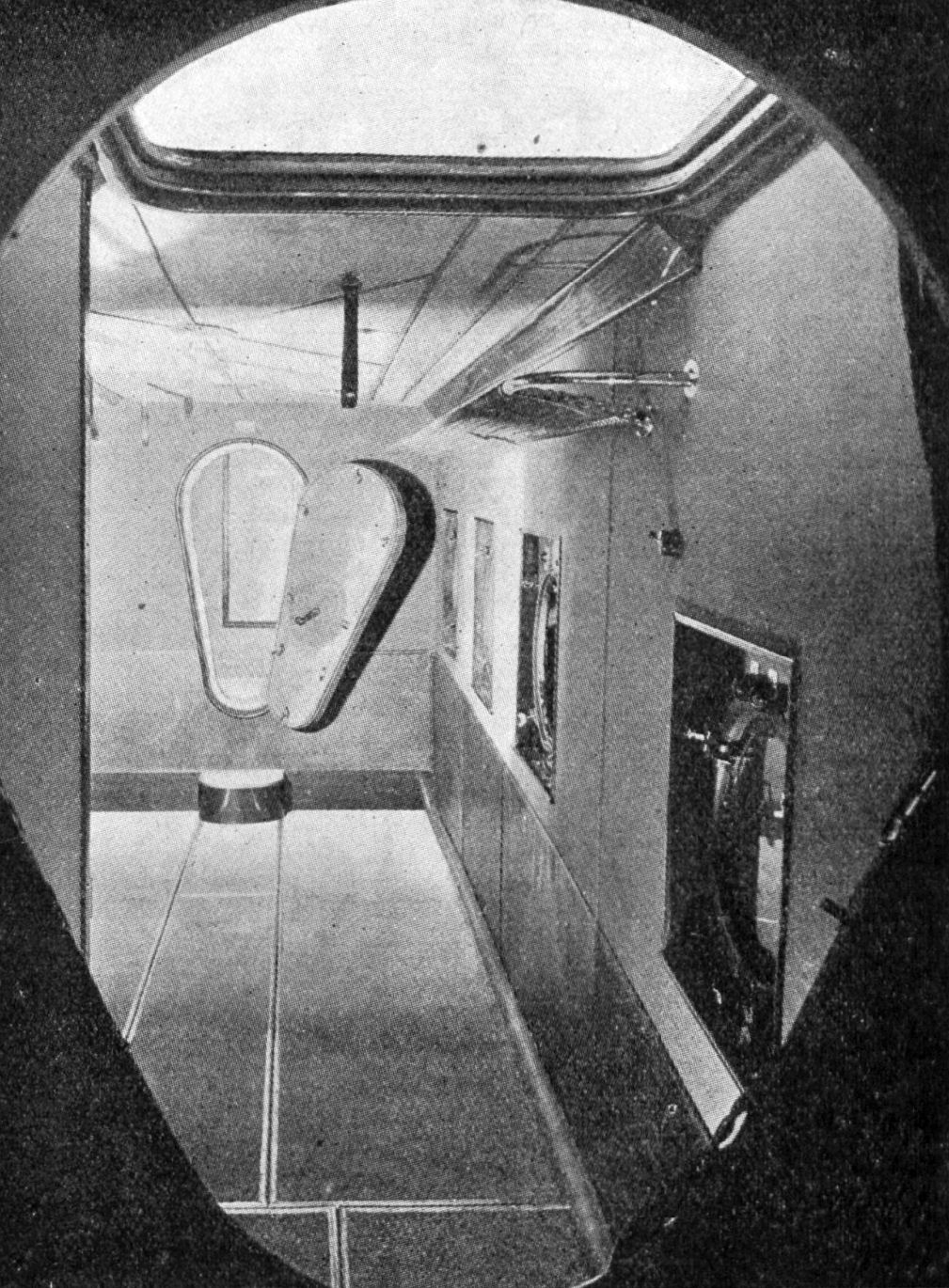
Passagierkabine

Das Flugboot besaß einen stark gekielten, zweistufigen schiffsförmigen Rumpf aus Ganzmetall mit einem hohen Kreuzerbug für die Aufnahme von zehn Passagieren, Gepäck, Fracht und drei Mann Besatzung nebst Ausrüstung. An der Rumpfoberseite waren zwei halbfreitragende, halbtrapezförmige Tragflügel in V-Stellung angebracht. Diese wurden etwa in der Flügelmitte durch jeweils zwei Streben gegen die Rumpfseite abgestützt. Hier waren auch die Stützstreben der Seitenschwimmer befestigt, die zusätzlich durch Seitenstreben mit den Flügelstützen verbunden waren. Das Leitwerk bestand aus einer freistehenden Seitenflosse, bei der auf halber Höhe seitlich die Höhenflossen angesetzt (Kreuzleitwerk) und beiderseits durch eine Strebe gegen die Rumpfoberkante abgestützt waren. Hinter der zweiten Bootsstufe befand sich eine kleine Kielflosse mit einem Wasserruder. Das Flugboot war mit zwei Rolls-Royce Condor Mk. IIIa mit je 478 kW (650 PS) und hölzernen vierblättrigen Zugschrauben ausgestattet, die nebeneinander auf Stützgestellen in stromlinienförmigen Motorgondeln über den Flügeln angeordnet waren. An der Flügelunterseite befanden sich beiderseits des Rumpfes zwei abdeckbare Röhrenkühler, die aber später als Stirnkühler vor den Triebwerken angebracht wurden. Die Treibstofftanks befanden sich im Flügel zwischen den Stützschwimmern und dem Rumpf. Im Rumpf befand sich ein schalldichter Hilfsmaschinenraum mit einem Bristol-Gasstarter-Motor zum Anlassen der Triebwerke. Das Flugboot verfügte über ein Funkgerät für Telefonie und Telegraphie mit einer Reichweite von 150–600 km. Die benötigte elektrische Energie wurde während des Fluges durch einen auf dem Rumpf montierten und durch eine Windschraube angetriebenen Generator geliefert. Befand sich das Boot auf dem Wasser, konnte mit einem auskurbelbaren Mast eine Hilfsantenne zu den Flügelenden gespannt werden. In diesem Fall konnte der Generator über spezielle Kupplungen durch den Anlassermotor angetrieben werden, mit dem im Notfall auch Lenzpumpen betrieben werden konnten.

## Technische Daten

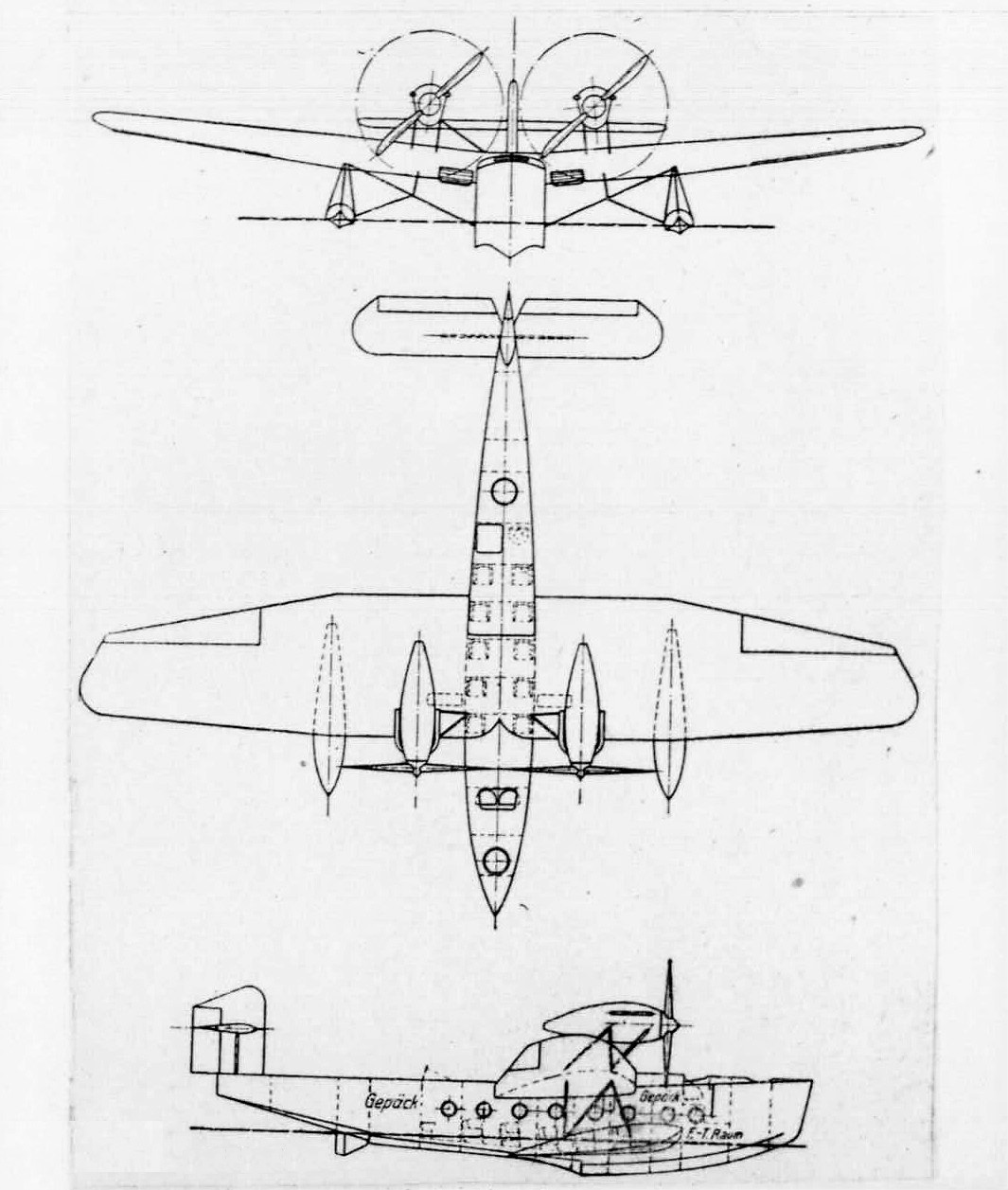
Dreiseitenansicht Rohrbach Ro V

| Kenngröße                     | Rohrbach Ro V Rocco                                 |
| ----------------------------- | --------------------------------------------------- |
| Besatzung                     | 3                                                   |
| Passagiere                    | 10                                                  |
| Länge                         | 19,30 m                                             |
| Spannweite                    | 26,00 m                                             |
| Höhe                          | 6,65 m                                              |
| Flügelfläche                  | 94,0 m²                                             |
| Flügelstreckung               | 7,19                                                |
| Bootsbreite                   | 1,75 m                                              |
| Tiefgang                      | 1,10 m (bei Volllast)                               |
| Leermasse                     | 5790 kg                                             |
| + Dienstfüllung               | 0200 kg                                             |
| + feste Ausrüstung            | 0460 kg                                             |
| + lose Ausrüstung             | 0400 kg                                             |
| = Rüstmasse                   | 6850 kg                                             |
| + Besatzung (3 Mann)          | 0240 kg                                             |
| + Kraftstoff, Schmierstoff    | 1610 kg                                             |
| + Nutzmasse (10 Pax + Gepäck) | 0900 kg                                             |
| = Zuladung                    | 2750 kg                                             |
| = Startmasse                  | 9600 kg                                             |
| max. Startmasse               | 10.500 kg (mit 900 kg möglicher Überlast)           |
| max. Gipfelhöhe               | 3.150 m (10.335 ft)                                 |
| Steigzeit auf 1000 m          | 5,8 min                                             |
| Landegeschwindigkeit          | 115 km/h                                            |
| Reisegeschwindigkeit          | 168 km/h                                            |
| Höchstgeschwindigkeit         | 220 km/h                                            |
| Reichweite                    | 1300 km (2400 km mit vollen Tanks bei Überlast)     |
| Triebwerke                    | 2 × Rolls-Royce Condor Mk. IIIa mit 478 kW (650 PS) |

## Zwischenfälle
In der Nutzungszeit dieses Flugzeugtyps gab es nur einen Unfall mit 2 Toten.